# Міністерство часу
«Міністерство часу» (ісп. El ministerio del tiempo) — іспанський телесеріал. Виходить в Іспанії на телеканалі «La 1» з 2015 року.

## Сюжет
Ще в часи католицьких королів один єврей, сподіваючись врятуватися від багаття інквізиції, видав таємницю «дверей часу», що дозволяють проходити крізь час. З тієї пори в Іспанії при всіх владах існує абсолютно секретна урядова установа, що займається захистом часу від спроб змін історії, які могли б нашкодити Іспанії; про його існування знали лише монархи, президенти, і окремі особистості; у даний час воно підпорядковується безпосередньо голові уряду Іспанії. Незважаючи на всю незвичність, ця установа функціонує як звичайна урядова структура: у вільний від основних обов'язків час його співробітники (що живуть в абсолютно різних часах) скаржаться в розмовах в буфеті на низьку зарплату, обговорюють плани на відпустку і перемивають кісточки начальству.

### Перший сезон
Перший сезон присвячений пригодам абсолютно нової команди Міністерства, в яку входять Хуліан Мартінес (санітар «Швидкої допомоги» сучасного Мадрида), Алонсо де Ентреріос (солдат Фландрськой армії, засуджений в 1569 році до смертної кари і врятований працівниками Міністерства) і Амелія Фолк (жінка з кінця XIX століття, яка стала першою в історії Іспанії студенткою університету). З моменту першої зустрічі їм одразу ж доводиться терміново вирішувати проблеми, що постали перед Міністерством, незважаючи на те, що вони є зеленими новачками.

## Список серій телесеріалу
| Сезон | Сезон | Серій | Дата виходу в ефір | Дата останньої серії | Середня аудиторія | Середня аудиторія  |
| Сезон | Сезон | Серій | Дата виходу в ефір | Дата останньої серії | Глядачі           | Частка у відсотках |
| ----- | ----- | ----- | ------------------ | -------------------- | ----------------- | ------------------ |
|       | 1     | 8     | 24 лютого 2015     | 13 квітня 2015       | 2 537 000         | 12,3 %             |
|       | 2     | 13    | 15 лютого 2016     | 9 травня 2016        | 2 291 000         | 11,9 %             |
|       | 3     | 13    | 1 червня 2017      | 1 листопада 2017     | 1 450 000         | 9,3 %              |
|       | 4     | 8     | 5 травня 2020      | 23 червня 2020       | 1 301 000         | 8 %                |

### Перший сезон
|   | Назва                       | Дата прем'єри   | Число глядачів | У відсотках |
| - | --------------------------- | --------------- | -------------- | ----------- |
| 1 | El tiempo es el que es      | 24 лютого 2015  | 2 981 000      | 14,8 %      |
| 2 | Tiempo de gloria            | 2 березня 2015  | 2 652 000      | 12,9 %      |
| 3 | Cómo se reescribe el tiempo | 9 березня 2015  | 2 651 000      | 12,7 %      |
| 4 | Una negociación a tiempo    | 16 березня 2015 | 2 929 000      | 14,0 %      |
| 5 | Cualquier tiempo pasado     | 23 березня 2015 | 2 533 000      | 11,5 %      |
| 6 | Tiempo de pícaros           | 30 березня 2015 | 2 113 000      | 10,9 %      |
| 7 | Tiempo de venganza          | 6 квітня 2015   | 2 188 000      | 10,8 %      |
| 8 | La leyenda del tiempo       | 13 квітня 2015  | 2 245 000      | 10,8 %      |

### Другий сезон
|    | Назва                          | Дата прем'єри   | Число глядачів | У відсотках |
| -- | ------------------------------ | --------------- | -------------- | ----------- |
| 1  | Tiempo de leyenda              | 15 лютого 2016  | 2 839 000      | 14,6 %      |
| 2  | El tiempo en sus manos         | 22 лютого 2016  | 2 675 000      | 13,4 %      |
| 3  | Tiempo de hidalgos             | 29 лютого 2016  | 2 382 000      | 12,4 %      |
| 4  | El monasterio del tiempo       | 7 березня 2016  | 2 592 000      | 13,2 %      |
| 5  | Un virus de otro tiempo        | 14 березня 2016 | 2 473 000      | 13,3 %      |
| 6  | Tiempo de magia                | 21 березня 2016 | 2 196 000      | 12,3 %      |
| 7  | Tiempo de valientes I          | 28 березня 2016 | 2 330 000      | 12,1 %      |
| 8  | Tiempo de valientes II         | 4 квітня 2016   | 2 470 000      | 12,8 %      |
| 9  | Óleo sobre tiempo              | 25 квітня 2016  | 1 911 000      | 9,9 %       |
| 10 | Separadas por el tiempo        | 2 травня 2016   | 1 752 000      | 9,2 %       |
| 11 | Tiempo de lo oculto            | 9 травня 2016   | 2 027 000      | 10,2 %      |
| 12 | Hasta que el tiempo nos separe | 16 травня 2016  | 2 121 000      | 11,1 %      |
| 13 | Cambio de tiempo               | 23 травня 2016  | 2 013 000      | 10,6 %      |

1. 1 2 3 4 5 6 7 8 9  ČSFD — 2001.